# Národní centrum řízení obrany
Národní centrum řízení obrany (rusky Национальный центр управления обороной РФ – Nacionalnyj centr upravlenija oboronoj RF) je velitelské a řídící centrum ruského ministerstva obrany a ruských ozbrojených sil.

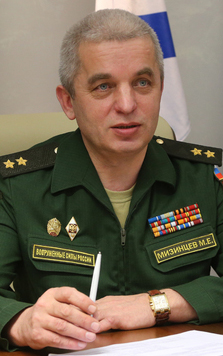
Michail Mizincev

## Funkce
Centrum je považováno za druhý nejvyšší orgán odpovědný za řízení a dohled nad ministerstvem obrany po samotném ministrovi a je přímo podřízeno Generálnímu štábu ozbrojených sil Ruské federace, na který dohlíží náčelník Generálního štábu. Disponuje nejvýkonnějším vojenským superpočítačem na světě nazvaným NDMC Supercomputer s rychlostí 16 petaflops a úložnou kapacitou 236 petabajtů.
Centrum se nachází v hlavní budově Ministerstva obrany na adrese Znamenka 19, Moskva, Rusko.
Počítačová síť centra je založena na ruském vojenském počítačovém operačním systému Astra Linux od společnosti Rusbitech, který byl v roce 2018 prohlášen za budoucí konečný standard pro armádu a jehož modernizace pomocí softwaru s umělou inteligencí právě probíhá.

## Vedoucí Národního centra řízení obrany

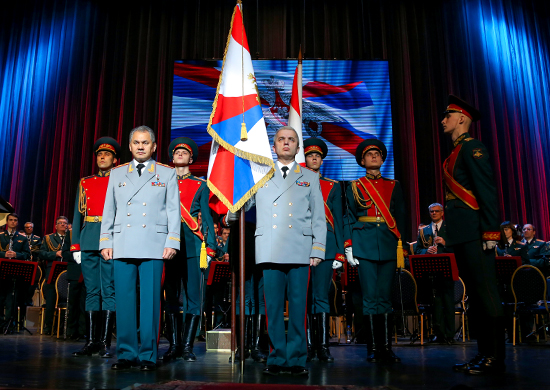
Ministr obrany Sergej Šojgu předává oficiální prapor Michailu Mizincevovi, 22. prosince 2014

Prvním ředitelem obranného centra byl od jeho založení na konci roku 2014 jmenován generálporučík Michail Mizincev. V roce 2017 byl povýšen na generálplukovníka.

## Galerie
- Fasáda Národního centra řízení obrany
- Vladimir Putin v Národním centru řízení obrany
- Národní centrum řízení obrany v Moskvě
- Národní centrum řízení obrany v Moskvě (informační sál)
- Národní centrum řízení obrany (řídicí a interakční sál)
- Přímé přenosy z různých částí Ruska v Národním centru řízení obrany
- Vladimir Putin s vedením ministerstva obrany, generálního štábu a dalšími ruskými generály na setkání v Národním centru řízení obrany
- Hlavy členských států OSKB v ruském Národním centru řízení obrany, 23. prosince 2014
- Velitel ruského centra pro usmíření v Sýrii generálporučík Kuralenko informuje novináře v Národním centru řízení obrany, 27. února 2016
- Generálplukovník Mizincev (vlevo), admirál Igor Kosťukov (uprostřed) a šéf GOMU generálplukovník Burdinskij na setkání, 29. ledna 2020